# Centaurea jiroftensis
Centaurea jiroftensis — вид квіткових рослин айстрових (Asteraceae). Ендемік Ірану.